# Varni
Varni ali Varnabi (nemško Warnower) so bili zahodnoslovansko pleme, od 9. do 11. stoletja člani Obodritske plemenske zveze.  Bili so eno od manjših plemen zveze, ki je živelo v Billunški marki na vzhodni meji Svetega rimskega cesarstva. Prvi jih je omenil Adam Bremenski.

## Ime
Etimološko je njihovo ime povezano z reko Warnow (tudi Warnof, Vrana ali Vranava) v pokrajini Mecklenburg. Ime reke je v njihovem slovanskem jeziku morda pomenilo "vranja reka" ali "črna reka" ali pa je izhajalo iz imena germanskega ljudstva  Varni, ki je pred njimi živelo na istem območju. Ime Varnabi je lahko kombinacija imen Varni in Obodriti. V litovskem jeziku Varna - Varnas, množina Varnai - Varnos, pomeni vrana.

## Zgodovina
V drugi polovici 9. stoletja je bilo glavno mesto Varnov na otoku v Sternberškem jezeru na mestu velikega Radenskega gradu. Središče njihove kulture je bilo v bližini sedanjih mest Sternberg in Malchow. V letih 1171, 1185 in 1186 se kot dežala Varnov omenja Varnove.  Leta 1189 se omenja kot Varnonv in leta 1222 kot Vornave.

## Vira
- Howorth, H. H. "The Spread of the Slaves. Part III. The Northern Serbs or Sorabians and the Obodriti." The Journal of the Anthropological Institute of Great Britain and Ireland, 9  (1880): 81–232.
- WARNOWER at Lexikon des Mittelaters.